# Tim Garrick
Timothy Garrick, pseud. T Diddy (ur. 23 sierpnia 1970 r. w Cleveland w stanie Ohio, USA) – amerykański scenarzysta, okazjonalnie reżyser, producent filmowy oraz aktor.

## Filmografia
Scenarzysta
- 2005: The Receipt
- 2000: Raz dwa trzy, teraz ty (Jailbait; TV)
- 1999: Lepiej niż w książce (Stranger than Fiction)

Aktor
- 2000: Raz dwa trzy, teraz ty (Jailbait; TV) jako Donovan
- 1993: Karzeł (Leprechaun) jako klient

Reżyser
- 2005: The Receipt

Producent
- 2005: The Receipt

## Nagrody
- Breckenridge Festival of Film
  - 2005: Wygrana – nagroda Audience Award w kategorii najlepszy film krótkometrażowy (za The Receipt)

- L.A. Shorts Fest
  - 2005: Wygrana – nagroda Best Comedy w kategorii najlepszy film krótkometrażowy (za The Receipt)

- Park City Film Music Festival
  - 2006: Wygrana – nagroda Gold Medal for Excellence w kategorii najlepszy film krótkometrażowy (za The Receipt; wspólnie z Brianem Ralstonem)